# Mowbray Mountain
Mowbray Mountain – jednostka osadnicza w Stanach Zjednoczonych, w stanie Tennessee, w hrabstwie Hamilton.